# Chilepfeifente

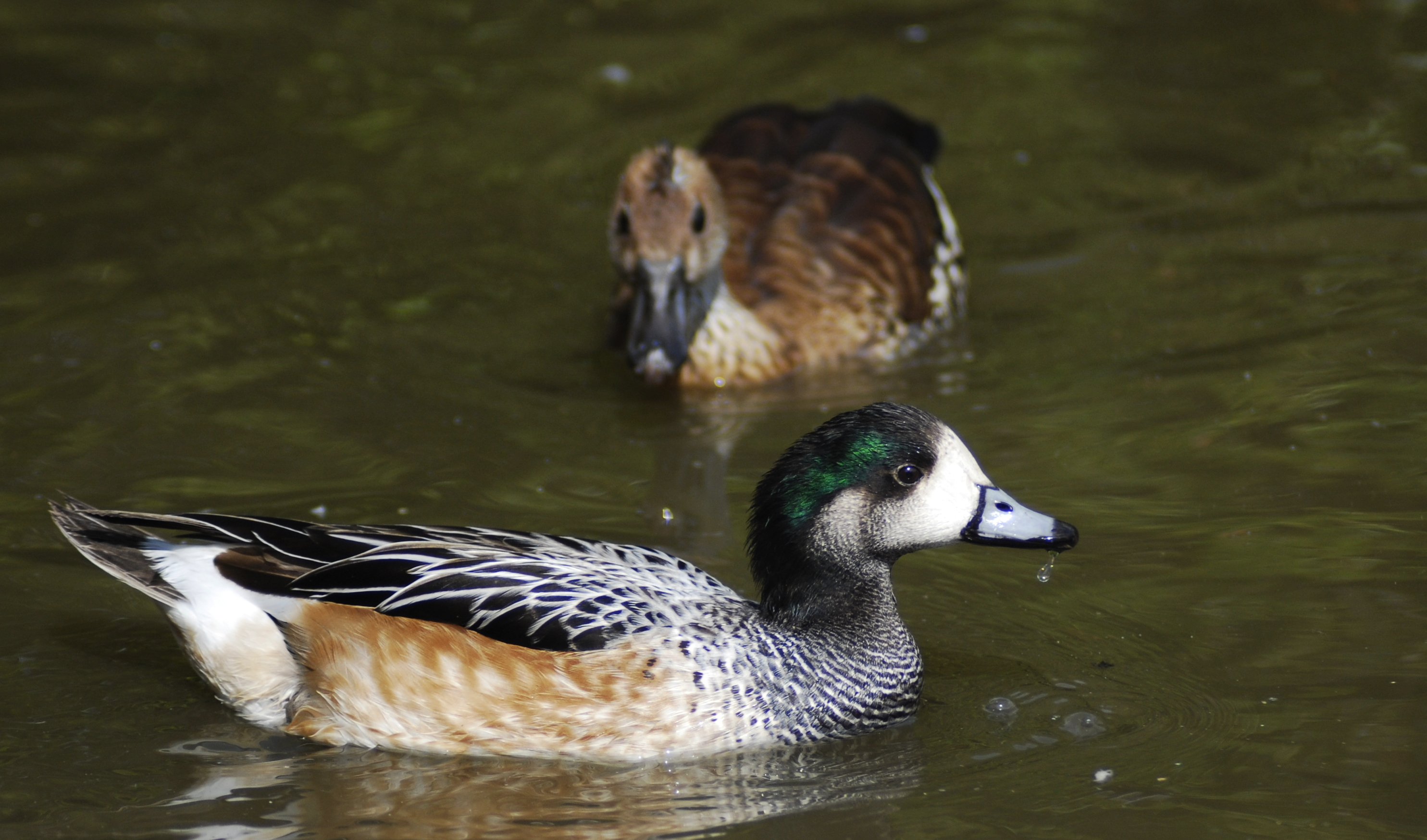
Schwimmende Chilepfeifenten

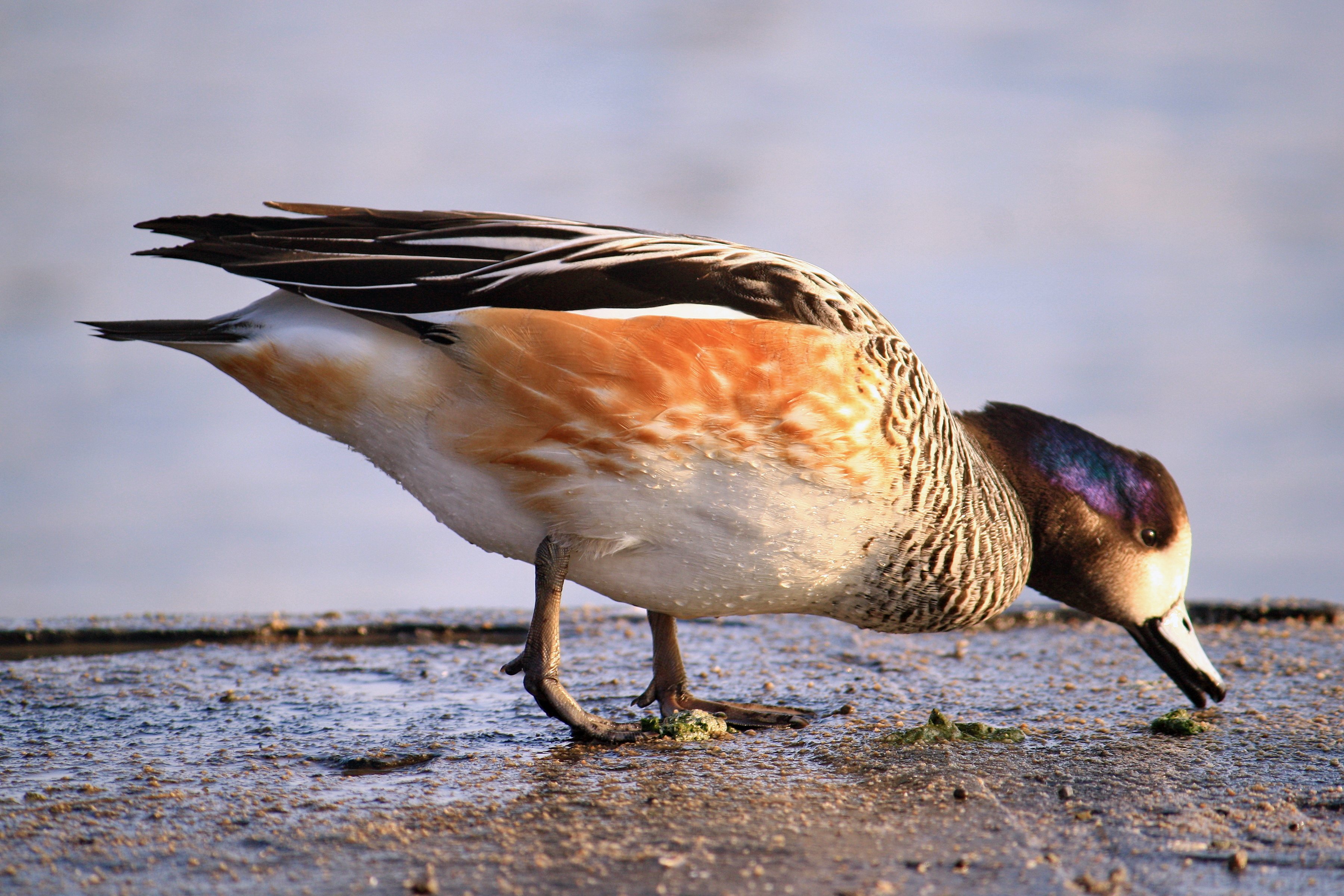
Nach Nahrung suchende Chilepfeifente

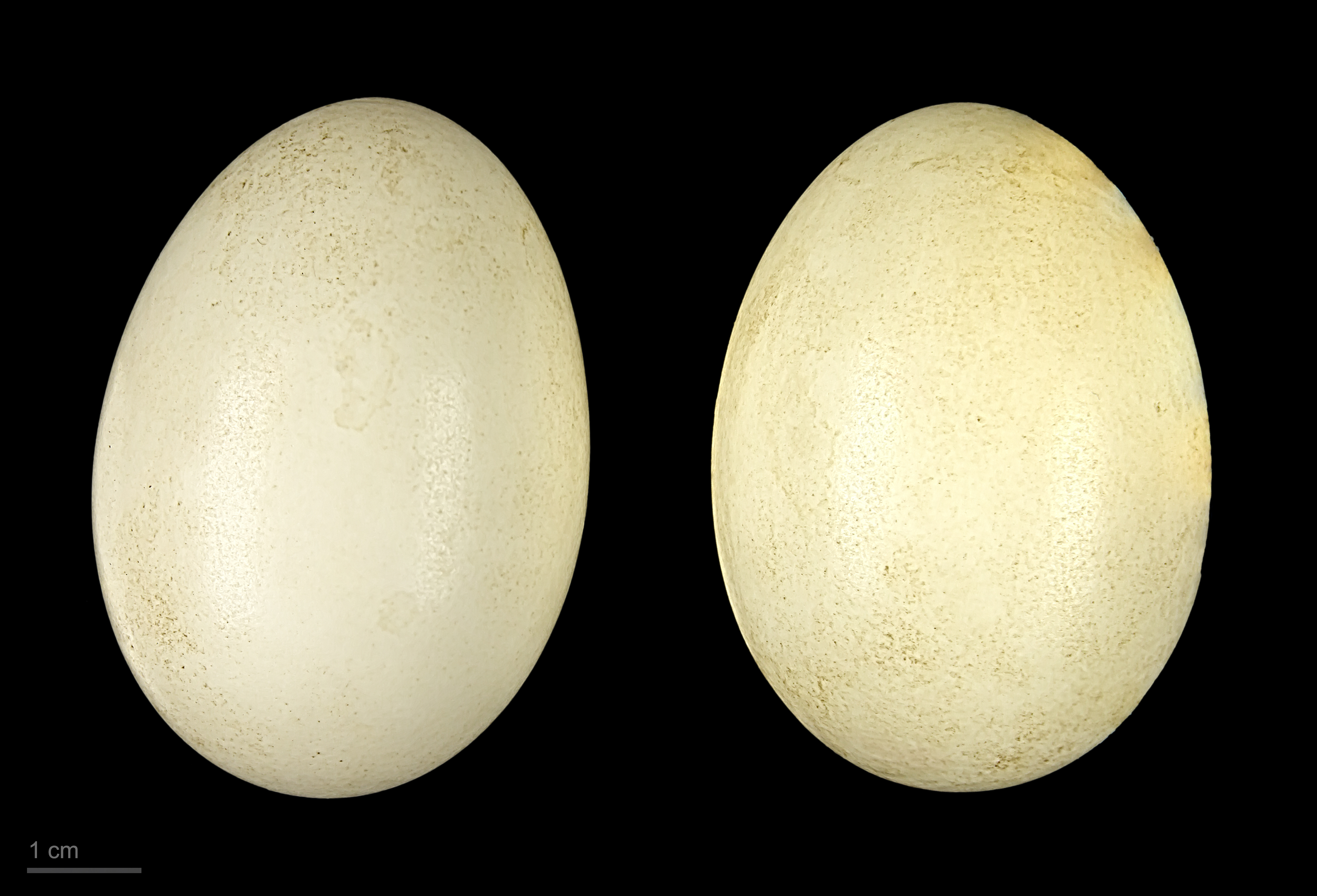
Mareca sibilatrix

Die Chilepfeifente (Mareca sibilatrix, Syn.: Anas sibilatrix), auch Chilenische Pfeifente genannt, ist eine monotypische Art aus der Familie der Entenvögel. Sie ist im südlichen Südamerika sowie auf den Falklandinseln beheimatet. Obwohl sie in Chile stark bejagt wird, stuft die IUCN die Art als nicht gefährdet (least concern) ein.

## Erscheinungsbild
Chilepfeifenten erreichen eine Körperlänge zwischen 43 und 54 Zentimeter. Die Flügellänge beträgt zwischen 23,5 und 27,4 Zentimeter und ihr Gewicht beträgt zwischen 828 und 939 Gramm. Männchen sind gewöhnlich etwas größer und schwerer. Der Sexualdimorphismus ist ansonsten nur sehr gering ausgeprägt.
Chilepfeifenten haben einen schwarzen Hals und einen schwarzen Hinterkopf. Die Stirn und das vordere Gesicht sind weiß. Die schwarzen Kopfseiten schimmern grünlich, wobei dies bei Männchen etwas stärker ausgeprägt ist. Die Flanken des Männchens sind rostrot gefärbt, die beim Weibchen dagegen flockig braun. Das Rückengefieder ist grau mit Weiß durchzogen. Die Brust ist weiß mit einer schwarzen Querwellung. Auf Grund der Variabilitätsbreite in der Gefiederfärbung lässt sich allerdings anhand des Gefieders keine sichere Geschlechtsbestimmung vornehmen.
Der Schnabel ist blaugrau mit einer schwarzen Schnabelspitze. Die Beine und Füße sind grau und die Augen sind dunkelbraun. Jungvögel gleichen den adulten Vögeln, aber die rotbraune Färbung auf den Flanken fehlt entweder vollständig oder ist kleiner als bei adulten Chilepfeifenten.

## Verbreitung und Bestand

Verbreitungsgebiet der Chilepfeifente

Chilepfeifenten sind im Süden Südamerikas beheimatet. Die nördliche Verbreitungsgrenze des Brutgebietes ist in Argentinien bei 36° S und in Chile bei 40° S. In geringer Zahl brütet sie außerdem auf den Falklandinseln. Irrgäste erreichen gelegentlich auch Südgeorgien, die Südlichen Orkneyinseln und die Südlichen Shetlandinseln. 
Chilepfeifenten zeigen ein Zugverhalten in Abhängigkeit von ihrem jeweiligen Lebensraum. Die an der südlichsten Spitze Südamerikas vorkommenden Vertreter dieser Art ziehen während des Winterhalbjahrs nach Norden und sind dann bis nach Südbrasilien zu finden. Die auf den Falklandinseln vorkommenden Populationen sind dagegen Standvögel.
Die IUCN schätzt den Bestand auf 100.000 bis 1.000.000 geschlechtsreife Individuen und geht davon aus, dass der Bestand in dem sehr großen Verbreitungsgebiet stabil ist.

## Lebensweise
Chilepfeifenten sind an flachen Lagunen, an den Seen der Pampa und Patagoniens, an Flussniederungen und kleinen Stauseen beheimatet. Sie bevorzugen dabei eutrophe Gewässer. Chilepfeifenten leben überwiegend von pflanzlicher Nahrung. Sie bevorzugen dabei Wasserpflanzen, fressen aber auch Gras. Gelegentlich werden sie beobachtet, dass sie an algenbewachsenen Felsen an der Meeresküste fressen.
Chilepfeifenten brüten zwischen September und Dezember, wenn auf der südlichen Halbkugel bereits Frühling ist. Die Paare bewohnen jeweils nur sehr kleine Brutreviere und legen ihre Nester im Gras und unter Gebüsch an. Das Weibchen legt acht bis zehn weiße oder hell-cremefarbene Eier. Nach einer Brutzeit von etwa 24 bis 25 Tagen schlüpfen die Küken. Der Erpel beteiligt sich an der Aufzucht der Küken, verlässt die Familiengruppe jedoch dann zur Mauserzeit und schließt sich erst nach deren Ende der Gruppe wieder an.

## Etymologie und Forschungsgeschichte
Die Erstbeschreibung der Chilepfeifente erfolgte 1829 durch Eduard Friedrich Poeppig unter dem Namen Anas sibilatrix. Als Verbreitungsgebiet gab er Chile an. 1824 führte James Francis Stephens die für die Wissenschaft neue Gattung Mareca ein. Dieser Begriff stammt laut Georg Marggraf aus dem brasilianisch-portugiesischen und bezeichnet eine kleinere Ente. Der Artname sibilatrix hat seinen Ursprung in lateinisch sibilatrix, sibilatricis, sibilator, sibilatoris, sibilare, sibilus ‚weibliche Pfeiferin, Pfeifer, pfeifen, pfeifend‘. Alfred Laubmann betrachtete die Art in seinem Werk Die Vögel von Paraguay ohne eindeutige Nachweise. So nannte beispielsweise Carl Eduard Hellmayr aus seiner Sicht nur vage Paraguay ohne einen konkreten Ort zu nennen.

## Chilepfeifenten als Ziergeflügel
Die ersten Chilepfeifenten wurden 1870 und 1871 von Südamerika nach Europa verbracht und sehr bald erfolgreich in den Zoos gezüchtet. Heute sind Chilepfeifenten aufgrund ihrer attraktiven Gefiederfärbung ein sehr weit verbreitetes Ziergeflügel. 